# Biserica Precista din Bacău
Biserica Precista din Bacău este un monument istoric situat în municipiul Bacău, județul Bacău. Este situată în Str. 9 Mai nr. 48. Clădirea a fost construită în anul 1491. Figurează pe noua listă a monumentelor istorice sub codul LMI: BC-II-m-A-00757.01.